# Alexandre Baurens
Pour les articles homonymes, voir Baurens.
Alexandre Baurens, né le 20 février 1900 à Valence-sur-Baïse (Gers) et mort le 23 août 1979 à Auch (Gers), est un résistant et homme politique socialiste français.

## Biographie
Viticulteur à Valence-sur-Baïse, Alexandre Baurens s'engage dans l'action politique au sein de la SFIO en 1924. Militant actif, il est plusieurs fois candidat, sans succès, à des élections locales.
Par ailleurs, il participe à la création dans le Gers de la Confédération nationale paysanne, fondée par Elie Calvayrac. Il en est le secrétaire régional à partir de 1928 et jusqu'en 1939.
Mobilisé comme sous-officier pendant la deuxième guerre mondiale, il participe ensuite à la résistance au niveau départemental. Il dirige l'armée secrète des Mouvements unis de la Résistance dans le Gers. À la Libération, il est secrétaire du Comité départemental de Libération, et est décoré de la croix de guerre et de la médaille de la Résistance avec rosette.
Participant à la reconstruction de la fédération socialiste du Gers, il est élu conseiller général de Valence-sur-Baïse en 1945, et sera constamment réélu par la suite. À partir de 1947, il est aussi maire du chef-lieu de canton.
Tête de liste socialiste, il est élu député dès 1945, réélu à la deuxième constituante, puis à l'Assemblée nationale en 1946, réélu en 1951 et 1956.
En 1955, il est élu président de la commission des boissons de l'assemblée nationale, fonction qu'il conserve jusqu'en 1958.
Parallèlement, il exerce de nombreuses responsabilités dans le monde agricole, notamment la présidence de la caisse d'allocations familiales agricole départementale et du conseil supérieur des prestations familiales agricoles.
À partir de 1952, il marque son opposition à la ligne majoritaire du parti socialiste. Opposé à la Communauté européenne de défense, puis au traité de Paris et Londres, ce qui lui vaut une exclusion temporaire du parti de décembre 1954 à juillet 1955, il s'oppose au soutien de la SFIO au retour de De Gaulle, et finit par rejoindre le Parti socialiste autonome, et continue de militer lorsque celui-ci se transforme en Parti socialiste unifié (PSU).
Battu aux législatives de 1958, puis aux sénatoriales de l962, il tente de retrouver son siège de député, toujours en vain, en 1967, puis 1968, toujours sous l'étiquette PSU.
Fin 1968, il est élu président du conseil général du Gers.
Mais son appel à voter pour Alain Poher au deuxième tour de l'élection présidentielle de 1969 lui vaut de se retrouver politiquement isolé. Exclu du PSU en 1970, il perd cette même année son mandat de président du conseil général au profit de Jean Dauzère.
Tout en restant conseiller général jusqu'à sa mort, en 1979, il ne joue ensuite plus de rôle majeur dans la vie politique locale.

## Décorations
- Médaille de la Résistance française avec rosette

## Détail des fonctions et des mandats
Mandats parlementaires
- 21 octobre 1945 - 10 juin 1946 : Député du Gers
- 2 juin 1946 - 27 novembre 1946 : Député du Gers
- 10 novembre 1946 - 4 juillet 1951 : Député du Gers
- 17 juin 1951 - 1er décembre 1955 : Député du Gers
- 2 janvier 1956 - 8 décembre 1958 : Député du Gers

## Sources
- Marc Heurgon, Histoire du PSU, Paris, La Découverte, 1994
- Noëlline Castagnez, Socialistes en République. Les parlementaires SFIO de la IVe République, Presses universitaires de Rennes, 2004
- Dictionnaire biographique du mouvement ouvrier français, notice de Noëlline Castagnez et Gilles Morin